# Gare de Lörrach-Stetten
La gare de Lörrach-Stetten (en allemand Bahnhof Lörrach Stetten) est une gare située à Lörrach, dans le Bade-Wurtemberg.

## Situation ferroviaire
Elle est située sur la ligne de Weil am Rhein à Lörrach (de). Elle est également  située au point kilométrique (PK) 5,02 de la Wiesentalbahn (ligne entre Bâle et Zell im Wiesenthal).

## Service voyageurs

### Desserte
| Origine       | Arrêt précédent    | Train | Train | Train | Arrêt suivant          | Destination           |
| ------------- | ------------------ | ----- | ----- | ----- | ---------------------- | --------------------- |
| Weil am Rhein | Lörrach-Dammstraße |       | S     |       | Lörrach-Museum/Burghof | Steinen ou Schopfheim |
| Bâle Badoise  | Riehen             |       | S     |       | Lörrach-Museum/Burghof | Zell im Wiesental     |